# Frédegis de Tours
Frédegis ou Fridugise (lat. Fredegisus ou Fridugisus), mort en 834 à Tours, est un clerc et lettré de la Renaissance carolingienne, qui devint en 819 chancelier de l'empereur Louis le Pieux.

## Éléments biographiques
Élève d’Alcuin à York, il suivit son maître à la Schola palatina d’Aix-la-Chapelle, où il devint diacre sous le nom de Nathaniel. En 782, il accompagne Alcuin à la cour de Charlemagne.
Il prit part à diverses controverses, en particulier contre Agobard.
Lorsqu’en 796, Alcuin devint abbé de Saint-Martin de Tours, il semble que Frédegis soit demeuré à la cour de Charlemagne. Il prit en 804 la succession de son maître Alcuin en tant qu'abbé de Saint-Martin de Tours.
Chancelier d’Empire en 819, il devint abbé de Saint-Bertin à Saint-Omer l'année suivante.

## Œuvre
Il laisse une œuvre philosophique et théologique constituée entre autres de poèmes, et deux ouvrages de forme épistolaire, De substantia nihili et tenebrarum, et Epistola de nihilo et tenebris, ce dernier traite de l'œuvre du nominaliste Agobard, et défend contre lui l'existence réelle du néant et des ténèbres.
Nihilo et tenebris, adressée « à tous les fidèles et à ceux qui habitent le palais béni du très gentil prince Charles », a probablement été composée lors du séjour à Tours. Commentant les premiers versets de la Genèse, l'auteur se demande si le néant et les ténèbres existent : si la Bible emploie les termes de néant et de ténèbres, écrit-il, ces mots doivent correspondre à une réalité de notre monde. « Il prouve que le néant est réel et la nuit une substance. »
Cette question fait partie des débats les plus animés de ce qu'on a appelé l'Académie palatine. Frédegis défend cette thèse invoquant l'autorité des Anciens et la logique. Les premières phrases de ce traité montrent toutefois que la question était fort débattue à l'époque : on reprochait à l’exégèse de Fredegis de se fonder principalement sur une analyse grammaticale serrée et une interprétation littérale des Écritures, poussa Charlemagne à solliciter un jugement tiers. La lettre de Frédegis recourt à la dialectique, approche qui devint par la suite l'outil de la scholastique avec les travaux d'Abélard, d’Alexandre de Hales, et de Thomas d'Aquin.

### Sources
- Bernd Goebel, Lexikon für Theologie und Kirche, vol. 4, 1995, « Fredegisus von Tours », p. 86.
- Ambrosius Schneider, Lexikon für Theologie und Kirche, vol. 4, 1960, « Fredegisus (Fridugis) », p. 313
- E. Waldschütz (dir.), Großes Werklexikon der Philosophie, vol. 1, Stuttgart, 1999, « Fredegisus Turonensis », p. 511